# Johann Gerwer

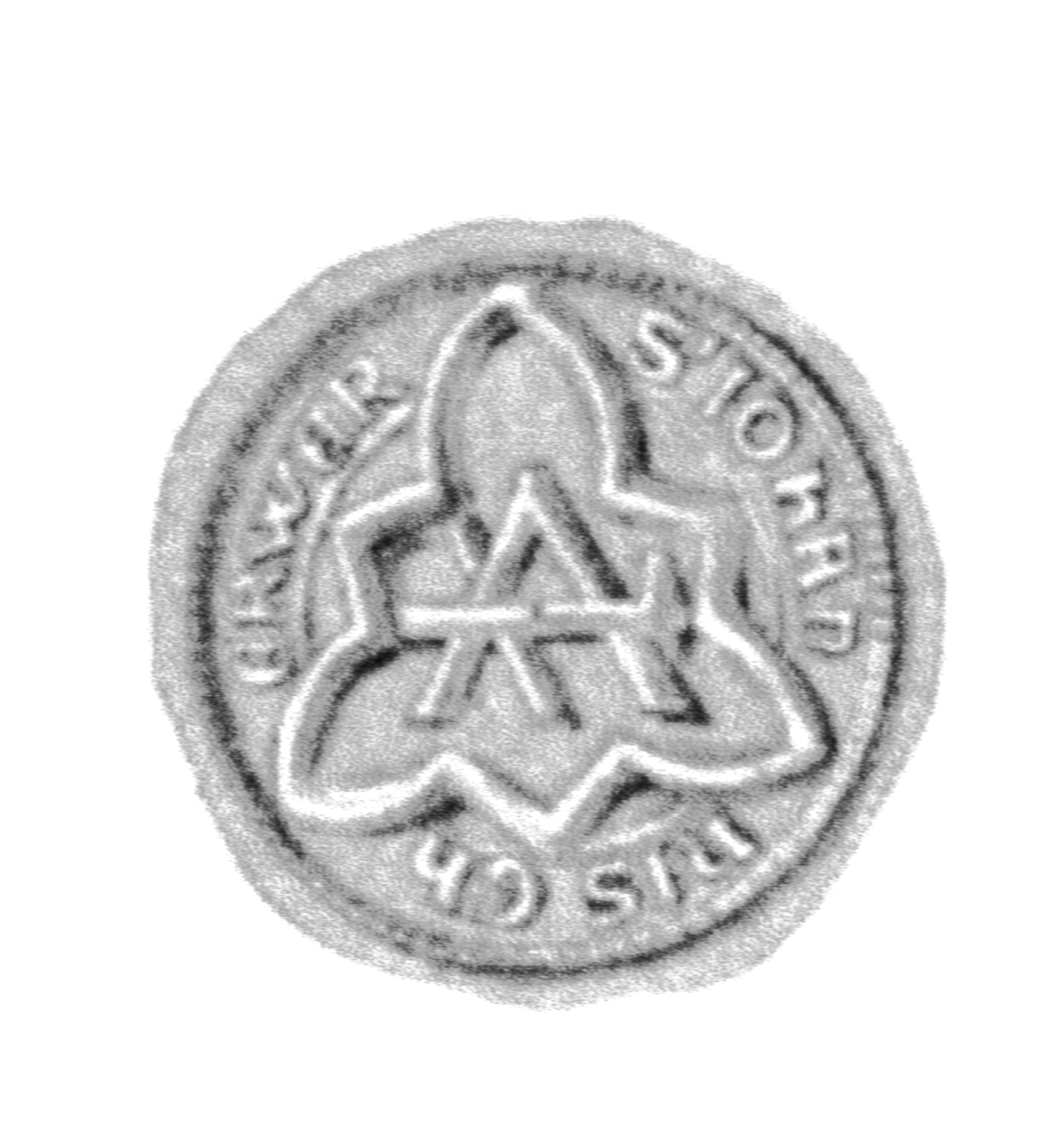
Siegel des Ratsherrn Johann Gerwer (um 1444)

Johann Gerwer (* vor 1390; † 1460 in Lübeck) war Ratsherr und Gesandter der Hansestadt Lübeck.

## Leben
Gerwer war der Sohn des Lübecker Bürgers Johann Gerwer († 1404). Er war verheiratet mit Gertrud, Tochter des Tidemann Ascheberg.
Er wurde 1416 in den Rat der Hansestadt Lübeck gewählt. In den Jahren 1428 und 1429 war er Amtmann des Beiderstädtischen Amtes Bergedorf. 
Als Vertreter des Rates vermittelte er 1433 zwischen dem Alten und dem Neuen Rat in Bremen und verhandelte 1434 in Emden mit Vertretern der Städte Hamburg, Groningen, dem Bischof von Münster sowie den Friesen. Ebenfalls 1434 reiste er zur Marienburg, um mit dem Hochmeister des Deutschen Ordens über Beschwerden deutscher Hansekaufleute aus Flandern, England und Dänemark zu verhandeln. Bei den Hansetagen der Jahre 1434 und 1441 vertrat er Lübeck als Gastgeberstadt der Tagfahrten. In Testamenten Lübecker Bürger wird er häufiger als Urkundszeuge und als Vormund aufgeführt.